# Bdeněves
Bdeněves är en ort i Tjeckien.   Den ligger i regionen Plzeň, i den västra delen av landet, 90 km väster om huvudstaden Prag. Bdeněves ligger 325 meter över havet och antalet invånare är 424.
Terrängen runt Bdeněves är huvudsakligen lite kuperad. Bdeněves ligger nere i en dal. Runt Bdeněves är det tätbefolkat, med 276 invånare per kvadratkilometer. Närmaste större samhälle är Plzeň, 10,5 km öster om Bdeněves. Trakten runt Bdeněves består till största delen av jordbruksmark.